# Outremeuse des États
Pour les articles homonymes, voir Outremeuse (homonymie).
1661–1795
L'Outremeuse des États (en néerlandais : Staats-Overmaas ; en limbourgeois : Staots-Euvermaos) était un Pays de la Généralité de la république des Provinces-Unies, situé sur la rive droite de la Meuse, sur le territoire actuel des Pays-Bas (province de Limbourg) et de la province de Liège en Wallonie. Il s'agit des villages et des seigneuries des anciens Pays d'Outremeuse  qui furent assignés aux États généraux des Provinces-Unies par le traité de partage de 1661.

## Territoire
L'Outremeuse des États comprenait :

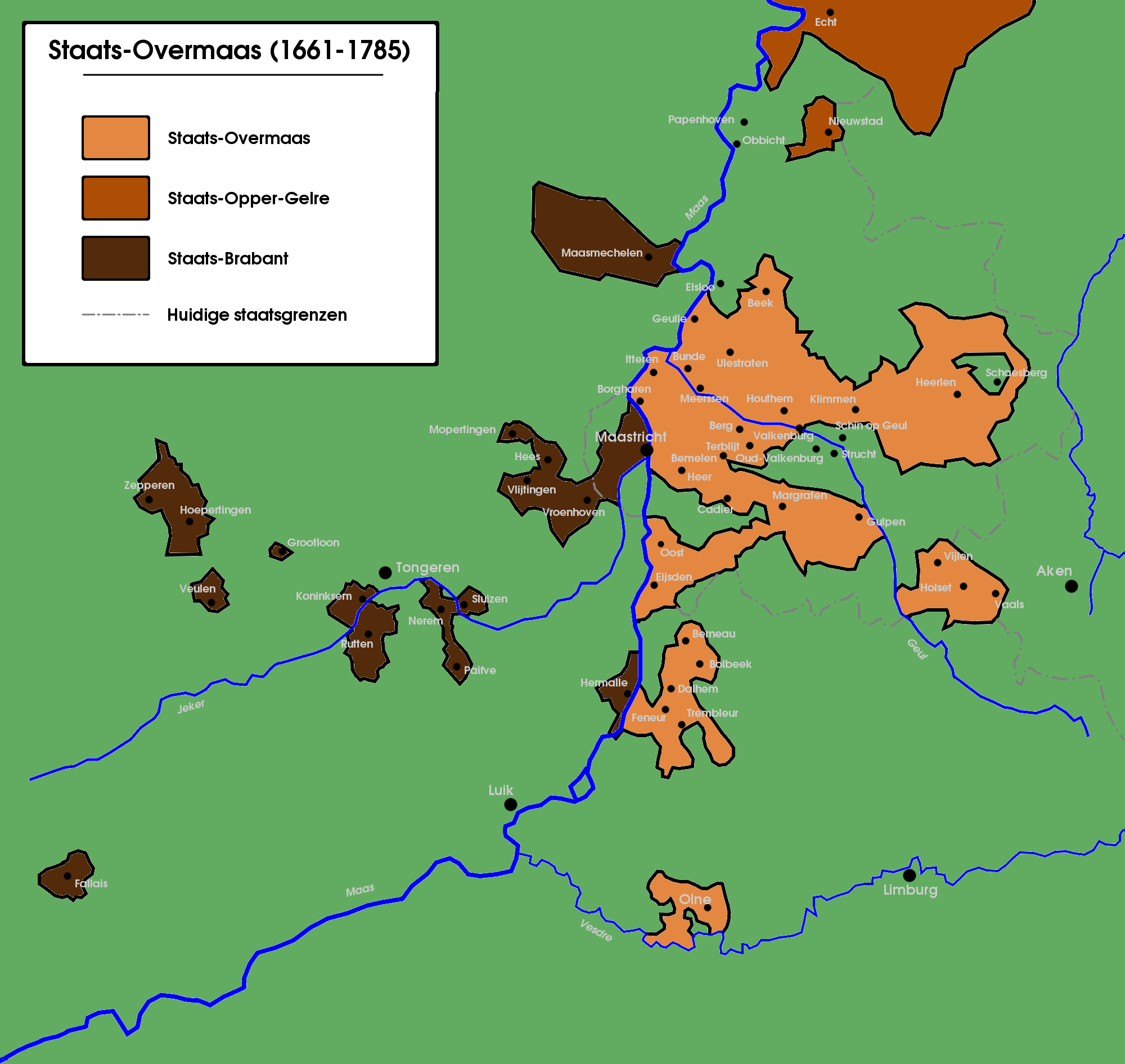
L'Outremeuse des États de 1681 à 1785

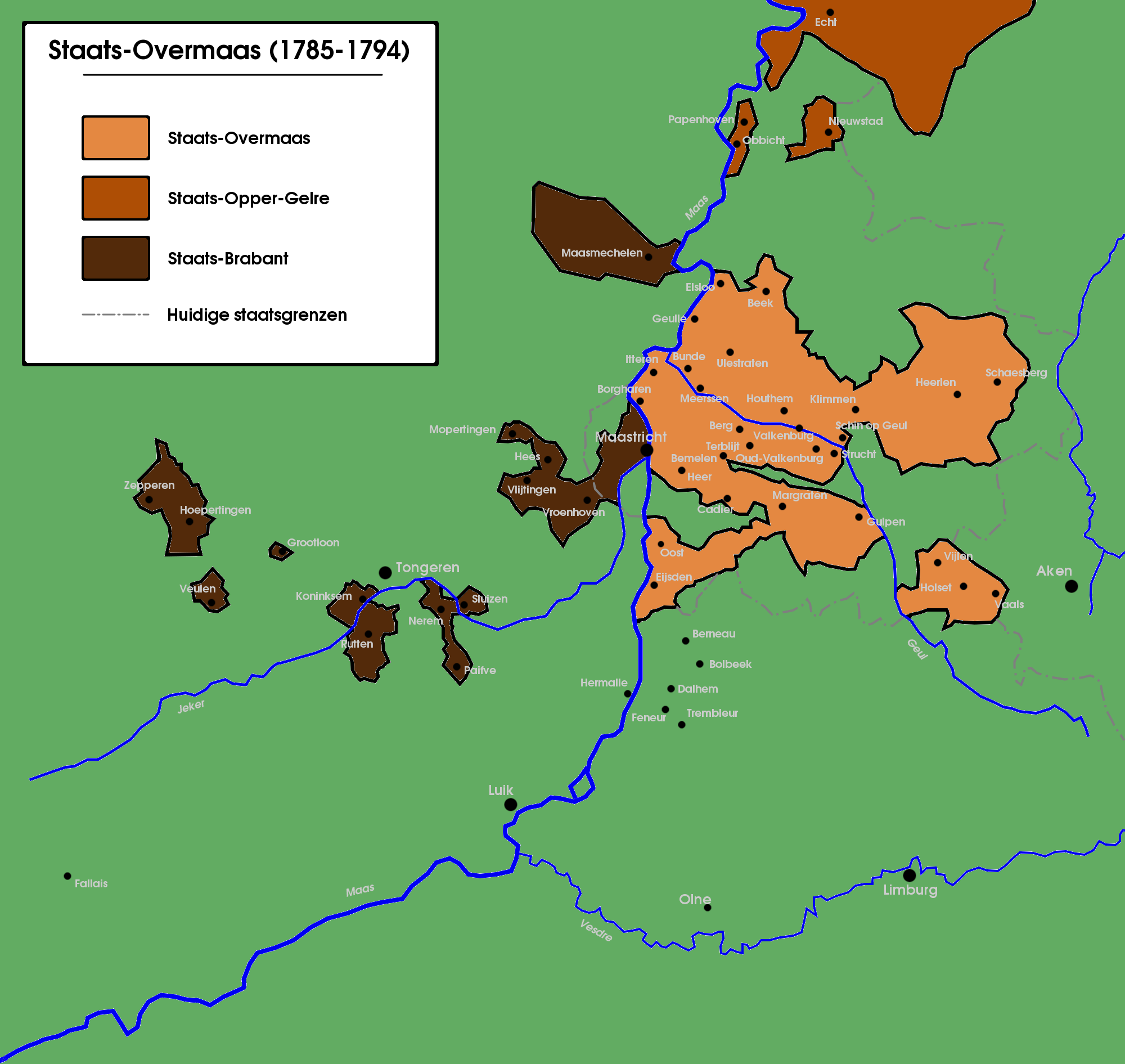
L'Outremeuse des États de 1785 à 1795

- Dans le pays de Fauquemont : Beek, Geulle, Ulestraten, Bunde, Itteren, Amby, Borgharen, Schimmert, Meerssen, Houthem, Berg, Terblijt, Bemelen, Klimmen avec Hulsberg, Heerlen avec Voerendaal et Nieuwenhagen ;
- Dans le pays de Rode-le-Duc : Gulpen, Margraten et Vaals avec Holset et Vijlen.
- Dans le pays de Dalhem : Oost et Cadier, ainsi que les villages de Bombaye, Feneur, Trembleur en Olne, qui sont actuellement situés dans la province de Liège.

## Communauté réformée
Déjà, par une requête du 10 avril 1658, les églises wallonnes (calvinistes) dans les Provinces-Unies avaient demandé le maintien du ban d'Olne sous les États-généraux. L'église d'Olne, disaient-elles, se trouve à une distance de trois heures de Spa, de deux heures de Liège et d'une de Verviers; elle est d'une grande consolation pour les réformés de cette région. Selon ce témoignage, beaucoup de fidèles se rassemblaient à Olne pour y entendre la parole de Dieu et recevoir les sacrements. L'Église réformée locale était organisée dans la Classe de Maastricht et du Pays d'Outremeuse de l'Église wallonne. Entre 1633 et 1685, les Provinces-Unies ont imposé le simultaneum dans les endroits où une communauté protestante existait, notamment à Olne, Blegny, Petit-Rechain et à Limbourg. Cette institution unique permettait d'utiliser les églises à la fois pour le culte catholique et le culte protestant. Au XVIIIe siècle, la pratique de la foi juive était également tolérée, contrairement aux Pays-Bas espagnols (et plus tard autrichiens).